# Saint-Amé
Saint-Amé is een gemeente in het Franse departement Vosges in de regio Grand Est. De plaats maakt deel uit van het arrondissement Épinal.

## Geografie
De oppervlakte van Saint-Amé bedraagt 8,1 km², de bevolkingsdichtheid is 248,4 inwoners per km².
De onderstaande kaart toont de ligging van Saint-Amé met de belangrijkste infrastructuur en aangrenzende gemeenten.

## Demografie
Onderstaande figuur toont het verloop van het inwonertal (bron: INSEE-tellingen).